# El crecepelo infalible
El crecepelo infalible est une bande dessinée espagnole illustrée par Francisco Ibáñez, appartenant à la franchise Mortadel et Filémon, éditée en 1985.

## Synopsis
Certains membres de la bande de Chicharrón (Vise-en-biais) reviennent et forment un groupe appelé B.A.U. (Bandidos Anónimos Unidos). Mortadel et Filémon sont chargés de les remettre en prison. Pendant ce temps, le Pr Bacterio crée une nouvelle crème.

## Édition
Après le départ de Francisco Ibáñez de Bruguera, des dessinateurs et scénaristes anonymes sont engagés pour produire des bandes dessinées afin de rentabiliser les personnages. El crecepelo infalible est l'une des bandes dessinées réalisées par Miguel Fernández, par l'intermédiaire de l'agence Comicup, en série dans la revue Mortadelo, nos 222 à 228. En 1988, Ibáñez reprend le contrôle de ses personnages et la bande dessinée cesse d'être publiée.